# ۱۴۳۵ (میلادی)
۱۴۳۵ (میلادی) هزار و چهارصد و سی و پنجمین سال تقویم میلادی است.

## درگذشتگان
- ۳۱ ژانویه - شوان‌دو، پنجمین امپراتور مینگ در چین.

‎